# IFNL1
IFNL1 (англ. Interferon lambda 1) – білок, який кодується однойменним геном, розташованим у людей на короткому плечі 19-ї хромосоми. Довжина поліпептидного ланцюга білка становить 200 амінокислот, а молекулярна маса — 21 898.
| 10         |  | 20         |  | 30         |  | 40         |  | 50         |
| ---------- |  | ---------- |  | ---------- |  | ---------- |  | ---------- |
| MAAAWTVVLV |  | TLVLGLAVAG |  | PVPTSKPTTT |  | GKGCHIGRFK |  | SLSPQELASF |
| KKARDALEES |  | LKLKNWSCSS |  | PVFPGNWDLR |  | LLQVRERPVA |  | LEAELALTLK |
| VLEAAAGPAL |  | EDVLDQPLHT |  | LHHILSQLQA |  | CIQPQPTAGP |  | RPRGRLHHWL |
| HRLQEAPKKE |  | SAGCLEASVT |  | FNLFRLLTRD |  | LKYVADGNLC |  | LRTSTHPEST |
|            |  |            |  |            |  |            |  |            |

A: Аланін

C: Цистеїн

D: Аспарагінова кислота

E: Глутамінова кислота

F: Фенілаланін

G: Гліцин

H: Гістидин

I: Ізолейцин

K: Лізин

L: Лейцин

M: Метіонін

N: Аспарагін

P: Пролін

Q: Глутамін

R: Аргінін

S: Серин

T: Треонін

V: Валін

W: Триптофан

Кодований геном білок за функцією належить до цитокінів. 
Задіяний у такому біологічному процесі, як противірусний захист. 
Секретований назовні.